# Żelkowiec
Żelkowiec – wyludniona osada w Polsce położona w województwie pomorskim, w powiecie słupskim, w gminie Kobylnica na Wysoczyźnie Polanowskiej.
W latach 1975–1998 miejscowość administracyjnie należała do województwa słupskiego.